# 4804 Пастер
4804 Пастер (4804 Pasteur) — астероїд головного поясу, відкритий 2 грудня 1989 року.
Тіссеранів параметр щодо Юпітера — 3,345.
Названо на честь видатного французького мікробіолога і хіміка Луї Пастера